# La Flotte
La Flotte (ibland: La Flotte-en-Ré) är en kommun i departementet Charente-Maritime i regionen Nouvelle-Aquitaine i västra Frankrike. Kommunen ligger i kantonen Île de Ré som ligger i arrondissementet La Rochelle. År 2022 hade La Flotte 3 131 invånare.

## Befolkningsutveckling
| Befolkningsutvecklingen i La Flotte 1968–2021 | Befolkningsutvecklingen i La Flotte 1968–2021 | Befolkningsutvecklingen i La Flotte 1968–2021 | Befolkningsutvecklingen i La Flotte 1968–2021 | Befolkningsutvecklingen i La Flotte 1968–2021 |
| --------------------------------------------- | --------------------------------------------- | --------------------------------------------- | --------------------------------------------- | --------------------------------------------- |
|                                               |                                               |                                               |                                               |                                               |
| År                                            |                                               |                                               | Folkmängd                                     |                                               |
| 1968                                          | 1968                                          |                                               | 1 681                                         |                                               |
| 1975                                          | 1975                                          |                                               | 1 737                                         |                                               |
| 1982                                          | 1982                                          |                                               | 1 878                                         |                                               |
| 1990                                          | 1990                                          |                                               | 2 452                                         |                                               |
| 1999                                          | 1999                                          |                                               | 2 737                                         |                                               |
| 2007                                          | 2007                                          |                                               | 2 923                                         |                                               |
| 2015                                          | 2015                                          |                                               | 2 801                                         |                                               |
| 2021                                          | 2021                                          |                                               | 3 017                                         |                                               |

## Bildgalleri

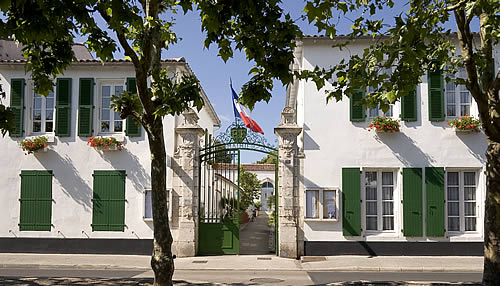
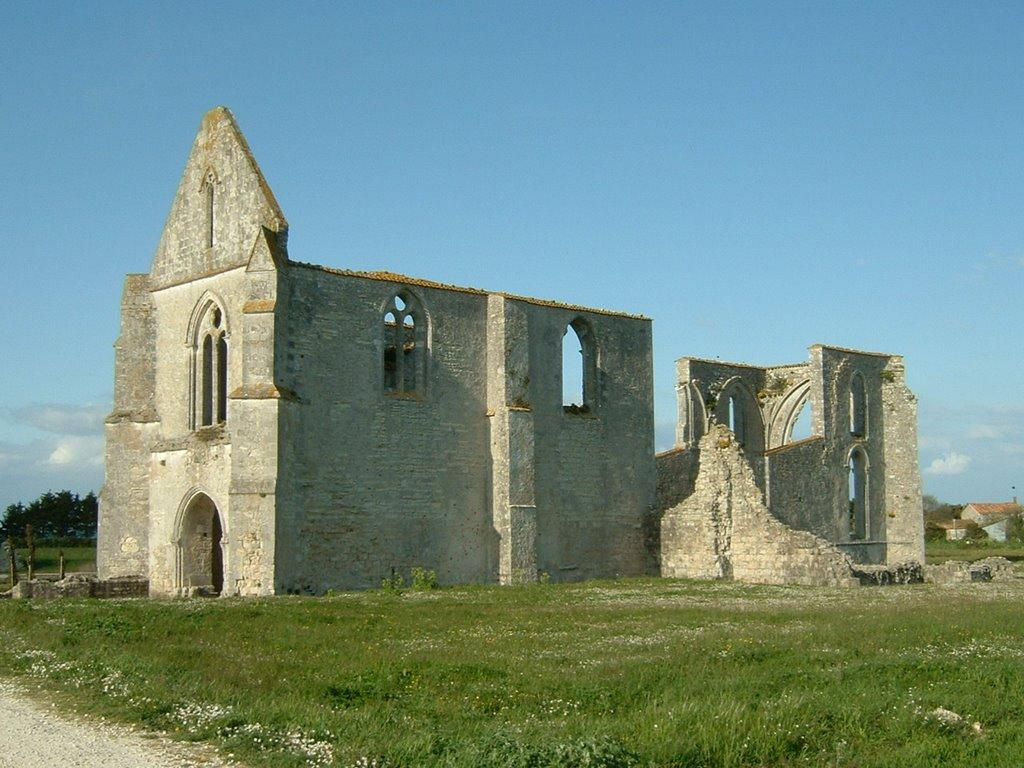
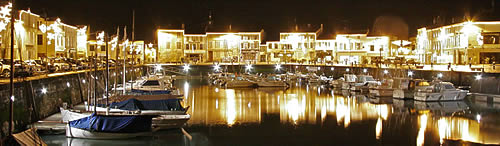
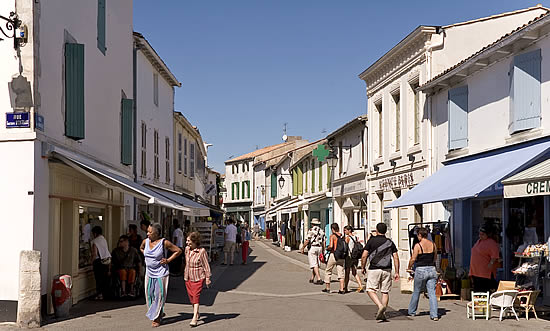
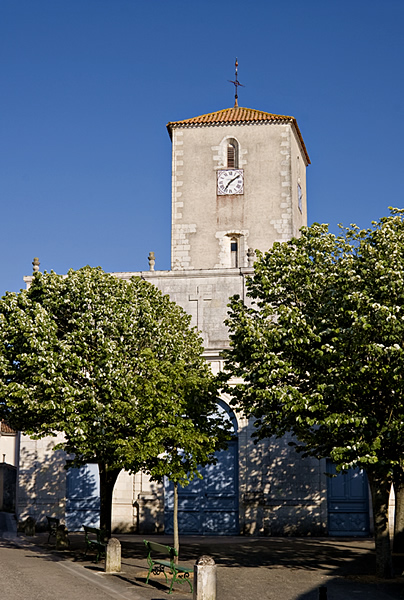
L'église Sainte Catherine.